# 제임스 피블스
필립 제임스 에드윈 피블스(영어: Phillip James Edwin Peebles, 1935년 4월 25일 ~ )는 캐나다계 미국인 이론물리학자, 천문학자, 이론 물리우주론 학자로, 현재 프린스턴 대학교 알베르트 아인슈타인 명예교수를 맡고 있다. 그는 1970년대 이후, 이론 우주론 분야에서 세계적으로 선도적인 학자 중의 하나로 널리 인정되고 있는데, 그의 주된 업적은, 우주 초기 핵합성, 암흑물질, 우주 마이크로파 배경, 우주 구조형성 등이다.
2019년에 물리우주론에서의 이론적 발견을 한 공로로 노벨 물리학상을 수상했는데, 이 상은 태양형 항성의 주위를 공전하는 외계행성을 발견한 미셸 마요르, 디디에 켈로와 공동으로 수상했다.
그의 업적의 대부분은 최초 몇 초간의 우주의 발전과 관련이 있는데, 하지만 그는 우주의 시초에 대하여 알 수 있을지에 대하여 더욱 회의적이어서, "우주의 시초와 같은 것에 대한 좋은 이론은 사실 존재하지 않는데, 우주의 시초에 대하여 생각한다는 것은 매우 불행한 것이다."라고 하였다. 그는 자신을 확신에 찬 불가지론자라고 묘사했다.

## 어린 시절
피블스는 1935년 4월 25일 캐나다에서, 현재는 메니토바(Manitoba) 주, 위니페그(Winnipeg)에 해당하는 세인트 비탈(St. Vital)에서 주부인 에이다 마리온(그린)과 위니페그 곡물 거래소에서 일했던 앤드류 찰스 피블스의 아들로 태어났다. 마니토바 대학교에서 과학사 학위를 마치고, 프린스턴 대학교에서 대학원 연구를 계속하여 1962년 로버트 디키의 지도로 《Observational Tests and Theoretical Problems Relating to the Conjecture That the Strength of the Electromagnetic Interaction May Be Variable》라는 제목의 학위논문으로 물리학 박사 학위를 받았다..그는 자신의 생애동안 프린스턴에서 재직하였다. 피블은 1977-78 학년도 동안에 프린스턴 고등연구소의 자연과학 스쿨의 구성원이었고, 그후 1990-91과 1998-99에 방문하였다.

## 학술 경력
1964년 이후 피블스의 연구의 대부분은 우주의 기원을 결정하기 위한 물리 우주론 분야였는데, 당시 1964년에는 이 분야에 대한 관심이 거의 없었고 "막다른 길"로 간주되었지만 그는 연구에 계속 전념했다. 피블스는 빅뱅 모델에 다수의 중요한 기여를 했다. 딕 및 다른 사람들과 함께, 조지 가모프, 랠프 앨퍼 및 로버트 허만 이후 거의 20년 후, 피블스는 우주 마이크로파 배경 복사를 예측했다. 빅뱅 핵합성, 암흑 물질, 암흑 에너지에 대한 주요한 기여 등으로 그는 1970년대 우주 구조 형성 이론의 선구자였다. 이러한 주제가 진지하고 정량적인 물리학 분야로 간주되기 훨씬 전에 피블스는 물리적 우주론을 연구하고 있었고 그 존경을 확립하기 위해 많은 일을 했다.
피블스는 "그것은 한 단계가 아니라 갑자기 우주론을 적절하게 만든 어떤 중요한 발견이었지만 수많은 실험적 관찰을 통해 이 분야가 점차 등장했다. 분명히 내 경력에서 가장 중요한 것 중 하나는, 방사선의 속성을 측정하는 데 관심이 있는 실험가와 그 의미를 분석하는 데 참여한 이론가 모두의 관심을 즉시 끌게 되는 우주 마이크로파 배경(CMB)의 감지였다"라고 하였다. 그의 쇼 상 공적조서에서는 "그는 우주론의 이론과 관측 모두에서 거의 모든 현대적 연구의 토대를 마련하여 고도의 사변적인 분야를 엄밀한 과학으로 전환하였다."라고 하였다.
피블스는 나중에 다른 과학자들에 의하여 광범위하게 연구되는 기본적인 아이디어를 혁신한 오랜 기록을 가지고 있다. 예를 들어, 1987년에 그는 초기 우주의 발달을 위해 원시 등곡률 바리온 모델을 제안했다. 또한 피블스는 1970년대 초기에 암흑물질의 문제를 확립하는데 기여를 하였다. 피블스는 또한 은하 형성의 안정성과 관련된 오스트리커-피블스 기준(Ostriker-Peebles criterion)으로도 알려져 있다.
피블스의 이와 같은 업적이 인정되어 2019년 "물리 우주론의 이론적 발견"으로 노벨 물리학상 수상자로 선정되었다. 피블스는 노벨상 상금의 절반을 주계열 항성 주변의 외계 행성을 최초로 발견한 미셸 마요르 및 디디에 켈로와 공유했다.
피블스는 1977년 미국 예술 과학 아카데미의 회원으로, 1988년에 국립 과학 아카데미의 회원으로 선출되었다.

## 수상 경력
- 에딩턴 메달(1981년)[24]
- 대니 하이너먼 천체물리학상(1982년)[25]
- 왕립학회 회원(1982년)[26]
- 브루스 메달(1995년)[27]
- 왕립 천문학회 황금 메달(1998년)[28]
- 그루버상(2000년)[29]
- 하비상(2001년)[30]
- 쇼상(2004년)[31]
- 크라포르드상(2005년)[32]
- 히치코크 교수직(Hitchcock Professorship, 2006년)[33]
- 디랙 메달(2013년)[34]
- 매니토바단 회원(Member of the Order of Manitoba, 2017년)[35]
- 노벨 물리학상(2019년)[36]

## 참고 문헌
- Davis, M.; Peebles, P. J. E. (1983). “A survey of galaxy redshifts. V – The two-point position and velocity correlations”. 《Astrophys. J.》 267: 465. Bibcode:1983ApJ...267..465D. doi:10.1086/160884.
- Dicke, R. H.; Peebles, P. J. E.; Roll, P. G.; Wilkinson, D. T. (1965). “Cosmic Black-Body Radiation”. 《Astrophys. J.》 142: 414. Bibcode:1965ApJ...142..414D. doi:10.1086/148306.
- Fukugita, M.; Hogan, C. J.; Peebles, P. J. E. (1998). “The cosmic baryon budget”. 《Astrophys. J.》 503 (2): 518. arXiv:astro-ph/9712020. Bibcode:1998ApJ...503..518F. doi:10.1086/306025.
- Groth, E. J.; Peebles, P. J. E. (1977). “Statistical Analysis Of Catalogs Of Extragalactic Objects. 7. Two And Three Point Correlation Functions For The High-Resolution Shane-Wirtanen Catalog Of Galaxies”. 《Astrophys. J.》 217: 385. Bibcode:1977ApJ...217..385G. doi:10.1086/155588.
- Ostriker, J. P.; Peebles, P. J. E. (1973). “A Numerical Study of the Stability of Flattened Galaxies: or, can Cold Galaxies Survive?”. 《Astrophys. J.》 186: 467. Bibcode:1973ApJ...186..467O. doi:10.1086/152513.
- Peebles, P. J. E. (1966). “Primordial Helium Abundance and the Primordial Fireball. I”. 《Phys. Rev. Lett.》 16 (10): 410. Bibcode:1966PhRvL..16..410P. doi:10.1103/PhysRevLett.16.410.
- Peebles, P. J. E. (1966). “Primordial Helium Abundance and the Primordial Fireball. II”. 《Astrophys. J.》 146: 542. Bibcode:1966ApJ...146..542P. doi:10.1086/148918.
- Peebles, P. J. E.; Dicke, R. H. (1968). “Origin of the Globular Star Clusters”. 《Astrophys. J.》 154: 891. Bibcode:1968ApJ...154..891P. doi:10.1086/149811.
- Peebles, P. J. E. (1969). “Origin of the Angular Momentum of Galaxies”. 《Astrophys. J.》 155: 393. Bibcode:1969ApJ...155..393P. doi:10.1086/149876.
- Peebles, P. J. E.; Yu, J. T. (1970). “Primeval adiabatic perturbation in an expanding universe”. 《Astrophys. J.》 162: 815. Bibcode:1970ApJ...162..815P. doi:10.1086/150713.
- Peebles, P. J. E. (1971). 《Physical Cosmology》. Princeton: Princeton University Press.
- Peebles, P. J. E. (1980). 《The large-scale structure of the universe》. Princeton: Princeton University Press.
- Peebles, P. J. E. (1982). “Large-scale background temperature and mass fluctuations due to scale-invariant primeval perturbations”. 《Astrophys. J.》 263: L1. Bibcode:1982ApJ...263L...1P. doi:10.1086/183911.
- Peebles, P. J. E. (1993). 《Principles of Physical Cosmology》. Princeton: Princeton University Press.
- Ratra, B.; Peebles, P. J. E. (1988). “Cosmology with a time-variable cosmological 'constant'”. 《Astrophys. J.》 325: L17. Bibcode:1988ApJ...325L..17P. doi:10.1086/185100.
- Ratra, B.; Peebles, P. J. E. (1988). “Cosmological consequences of a rolling homogeneous scalar field”. 《Phys. Rev. D》 37 (12): 3406. Bibcode:1988PhRvD..37.3406R. doi:10.1103/physrevd.37.3406.
- Ratra, B.; Peebles, P. J. E. (2003). “The cosmological constant and dark energy”. 《Rev. Mod. Phys.》 75 (2): 559–606. arXiv:astro-ph/0207347. Bibcode:2003RvMP...75..559P. doi:10.1103/RevModPhys.75.559.